# Nuoto ai XVI Giochi paralimpici estivi - Uomini 50 metri rana
Le gare di nuoto 50 metri rana uomini ai XVI Giochi paralimpici estivi si sono svolti il 25 e il 31 agosto 2021 presso il Tokyo Aquatics Centre. 

## Programma
Sono stati disputati 2 eventi, articolati in una serie di due batterie di qualificazione in mattinata; la finale è stata disputata nel pomeriggio/sera del medesimo giorno.
| Evento | Data   | Data   | Data   | Data   | Data   | Data   | Data   | Data   | Data   | Data   | Data   | Data   | Data   | Data   |
| Evento | Mer 25 | Mer 25 | Gio 26 | Gio 26 | Ven 27 | Ven 27 | Sab 28 | Sab 28 | Dom 29 | Dom 29 | Lun 30 | Lun 30 | Mar 31 | Mar 31 |
| Evento | M      | P      | M      | P      | M      | P      | M      | P      | M      | P      | M      | P      | M      | P      |
| ------ | ------ | ------ | ------ | ------ | ------ | ------ | ------ | ------ | ------ | ------ | ------ | ------ | ------ | ------ |
| SB2    | B      | F      |        |        |        |        |        |        |        |        |        |        |        |        |
| SB3    |        |        |        |        |        |        |        |        |        |        |        |        | B      | F      |

| M | mattina | P | Pomeriggio/sera |

| B | Batterie di qualificazione | F | Finale per medaglia d'oro |

## Risultati
Tutti i tempi sono espressi in secondi. Di fianco al nome dell'atleta, tra parentesi, è indicata la classificazione in cui apparteneva, qualora differente da quella della competizione.

### SB2
| Pos. | Atleta                              | Nazione         | Tempo   | Note               |
| ---- | ----------------------------------- | --------------- | ------- | ------------------ |
|      | Arnulfo Castorena                   | Messico         | 59,25   |                    |
|      | Grant Patterson                     | Australia       | 1:01,79 |                    |
|      | Jesus Hernandez Hernandez           | Messico         | 1:02,27 |                    |
| 4    | Christopher Tronco                  | Messico         | 1:04,46 |                    |
| 5    | Emmanuele Marigliano                | Italia          | 1:08,55 |                    |
| 6    | Ioannis Kostakis                    | Grecia          | 1:08,73 |                    |
| 7    | Aliaksei Talai (SB1)                | Bielorussia     | 1:23,16 | Record paralimpico |
| 8    | Patricio Tse Anibal Lopez Fernandez | Rep. Dominicana | 1:41,29 |                    |

### SB3
| Pos. | Atleta           | Nazione       | Tempo |
| ---- | ---------------- | ------------- | ----- |
|      | Roman Zhdanov    | ROC           | 46.49 |
|      | Miguel Luque     | Spagna        | 49.08 |
|      | Takayuki Suzuki  | Giappone      | 49.32 |
| 4    | Efrem Morelli    | Italia        | 49.42 |
| 5    | Maksim Emelianov | ROC           | 50.63 |
| 6    | Giseong Jo       | Corea del Sud | 51.58 |
| 7    | Ahmed Kelly      | Australia     | 54.89 |
| 8    | Andreas Ernhofer | Austria       | 55.00 |